# سامول تادئوسیان
سامول تادئوسیان (Սամվել Գեորգիի Թադևոսյան؛ زادهٔ ۹ ژوئیهٔ ۱۹۵۹) یک سیاستمدار اهل ارمنستان است که از تاریخ ۲۰۱۲ تا تاریخ ۲۰۱۴ در دولت سمت وزیر توسعه شهری ارمنستان را بر عهده داشت.

## زندگی‌نامه
در ۹ ژوئیهٔ ۱۹۵۹ در ایروان به دنیا آمد و از انستیتو دام‌پروری و دام‌پزشکی ایروان فارغ‌التحصیل شد. وی در وزارت کشاورزی ارمنستان کارگروه درآمد دولتی ارمنستان و مجلس ملی جمهوری ارمنستان فعالیت کرده است..